# Platon (photographe)
Pour les articles homonymes, voir Platon (homonymie).
Platon (né Antoniou Platon à Londres en 1968) est un photographe portraitiste britannique travaillant pour la presse magazine internationale. Il vit et travaille à New York.
Il est notamment célèbre pour son portrait de Vladimir Poutine publié en couverture de Time en 2007.
Il a sorti en fin mars 2021 une collection de NFT intitulée Platon Genesis NFT Collection.

## Biographie
Il est élevé en Grèce par sa mère anglaise et son père grec.
Il suit ensuite à Londres les cours du Saint Martin's School of Art et du Royal College of Art.
Il réalise une vingtaine de couvertures pour Time dont, en 2007, celle de Vladimir Poutine, Homme de l’année, qui lui vaut le premier prix du World Press Photo Contest.
Son premier livre Platon’s Republic est publié en 2004.
Il succède en 2009 à Richard Avedon comme photographe attitré du New Yorker.
Netflix lui consacre son premier portrait de sa docu-série Abstract : The Art of Design

### Vie privée
Il est marié à Rebecca Antoniou.

## Technique photographique
Platon opère avec un Hasselblad, de très près - environ un mètre - et d'assez bas dans la mesure où il ne mesure que 1,65 mètre.

## Vidéographie
- Abstract : The Art of Design, Netflix, 2017.